# Meinrad Kneer
Meinrad Kneer (* 8. Mai 1970 in Munderkingen) ist ein deutscher Jazzbassist.
Kneer studierte Biologie an der Universität Tübingen und von 1995 bis 1999 Kontrabass an den Konservatorien von Hilversum und Amsterdam. Er trat seitdem mit Musikern wie Najma Akhtar, Han Bennink, Fred Frith, Tobias Delius, Tristan Honsinger, Denise Jannah, Anne La Berge, Paul Lovens, Tony Overwater, Michael Vatcher und Corrie van Binsbergen auf. Als Sideman spielte er u. a. in den Gruppen Bite the Gnatze, Play Station 6, dem Joost Buis Tentet, The Gravitones, I Compani und Spoon 3.
Mit Tobias Klein leitete er von 1998 bis 2005 die Gruppe Dalgoo, mit der er 2002 mit dem Jur Naessens Muziek Prijs ausgezeichnet wurde. Außerdem spielt er in einem Trio mit Albert van Veenendaal und Yonga Sun. Mit dem Flötisten Mark Alban Lotz organisiert er eine wöchentliche Konzertreihe für Improvisationsmusik in Utrecht. Mit Albert van Veendaal gründete er 2006 das Plattenlabel Evil Rabbit Records. In Tanzprojekten arbeitete er mit Jack Gallagher, Suzan Tunca und Reinier Schimmel zusammen.

## Diskographische Hinweise
- Dalgoo: Dalgoo, 2000
- Bite the Gnatze: Wild Dance In Een Afgelegen Berghut, 2003
- Deep Fried Angel Fish: 1, 2004
- Music for Baby (mit Barbara Lüneburg und Doris Hochscheid), 2004
- van Veenendaal/Kneer/Sun: Songs to dance strangely, 2005
- Gravitones: Live at the BIMHuis, 2006
- I Compani: Museum of Emotions, 2006, mit Bo van de Graaf, Ewout Dercksen,  Tessa Zoutendijk, Michel Mulder, Hans Hasebos, Albert van Veenendaal, Yonga Sun, sowie  Emanuel Pessanha, Gülendem Wubuli, Simon Vinkenoog, Quirine Melssen, Simin Tander
- Kneer/van Veenendaal: The Munderkingen Sessions, 2006
- Ab Baars / Meinrad Kneer: Windfall(Evil Rabbit, 2010)
- Meinrad Kneer & Mark Alban Lotz U-EX(perimental) (Evil Rabbit Records 2011, mit Jodi Gilbert, Alfredo Genovesi, Guillaume Heurtebize, Dana Jessen, Mary Oliver, Yedo Gibson, Felicity Provan, Joost Buis, Koenraad Ecker, Maraatsj ten Hoorn)
- Andreas Willers, Meinrad Kneer, Christian Marien Nulli Secundus, 2012
- Phosphoros Ensemble Plays Christian Morgenstern, 2015 (mit Frank Gratkowski, Kathrin Pechlof, Almut Kühne, Uli Pleßmann)
- Oneirology (JazzHausMusik 2015, mit Sebastian Piskorz, Gerhard Gschlößl, Peter van Huffel, Andreas Pichler)
- Julie Sassoon Quartet Fortune (Jazzwerkstatt Berlin, 2016 mit Lothar Ohlmeier, Rudi Fischerlehner)
- Ab Baars / Meinrad Kneer / Bill Elgart: Thrīe Thrēo Drī (Jazzwerkstatt Berlin, 2021)